# Rudolf-Modrzejewski-Brücke
Die Rudolf-Modrzejewski-Brücke (in Deutschland auch Weichselbrücke bei Fordon) ist eine Straßen- und Eisenbahnbrücke bei Fordon, dem heutigen Stadtteil von Bydgoszcz (Bromberg) in Polen. Sie führt die Eisenbahnstrecke Bydgoszcz – Chełmża (Culmsee) – Kowalewo Pomorskie (Schönsee) und die Landesstraße 80 nach Toruń (Thorn) unterhalb der Mündung der Brda (Brahe) über die Weichsel. Sie war die längste Brücke des Deutschen Reiches und ab 1920 Polens. Bydgoszcz ist ein bis heute wichtiger Eisenbahnknotenpunkt, u. a. für die Verbindungen von Danzig, Warschau und Posen.

## Weichselbrücke bei Fordon (1893)
Die erste Eisenbahnbrücke über die Weichsel war die 1857 im damaligen Königreich Preußen eröffnete Weichselbrücke Dirschau. Auf sie folgten in den 1870er Jahren die Weichselbrücken in Thorn (Toruń) und Graudenz (Grudziądz). Der unerwartet stark gewachsene Verkehr machte auf der Strecke Berlin – Königsberg – Sankt Petersburg Anfang der 1890er Jahre eine zweite, zweigleisige Brücke bei Dirschau notwendig. Zur gleichen Zeit ließ die Preußische Ostbahn mit ihrer Königlichen Eisenbahn-Direction Bromberg in der Provinz Posen im Zuge der geplanten Eisenbahnlinie Bromberg – Fordon – Culmsee – Schönsee die Weichselbrücke bei Fordon bauen.
Sie wurde von Georg Christoph Mehrtens geplant, die Ausschmückung der Endabschlüsse und die Landpfeiler wurden von dem Architekten Johann Eduard Jacobsthal entworfen. Die stählerne Fachwerkbrücke hatte 5 Stromöffnungen mit Pfeilerachsabständen von 100 m und 13 Vorlandöffnungen mit einem Pfeilerachsabstand von je 62 m. Sie diente dem eingleisigen Schienenverkehr und dem Straßenverkehr. Mit einer Länge von insgesamt 1325 m war sie die längste der Weichselbrücken und die längste Eisenbahnbrücke Deutschlands.
Der Bau erfolgte aus strategischen Gesichtspunkten und kostete 9 Millionen Mark.
Die Stromöffnungen hatten Halbparabelträger mit Stützweiten von 98,5 m, die Vorlandbrücken bestanden aus parallelgurtigen Fachwerkträgern mit Stützweiten von 60,5 m. Die Fahrbahn lag über den Untergurten und war 10,8 m breit. Sie war durch ein Gitter der Länge nach geteilt in 4,15 m Breite für die Eisenbahn und 6,5 m Breite für den Straßenverkehr. Außerhalb der Brückenträger war beidseits je ein 1,5 m breiter Fußweg angebaut, wobei der stromaufwärts liegende für das Dienstpersonal reserviert war. Jeder Überbau hatte obere und untere Besichtigungswagen, von denen aus die Konstruktion überprüft werden konnte.
Die Weichselbrücke bei Fordon war die erste größere Brücke in Deutschland, deren Überbauten aus Stahl bestanden. Die aus Siemens-Martin-Stahl hergestellten Halbparabelträger der fünf Stromöffnungen wurden von der Gutehoffnungshütte aus ihrem Werk in Oberhausen-Sterkrade geliefert, die Parallelträger der Vorlandbrücken aus Thomasstahl kamen aus dem Werk Aachener Hütten-Aktien-Verein zu Rothe Erde der Duisburger Firma Harkort. Dem gingen die bis dahin umfangreichsten und umfassendsten Prüfungen von Stahlteilen für Brückenbauten voraus.

## Kriegsschäden
Die Brücke wurde während des Zweiten Weltkriegs zum Teil stark zerstört. Am 3. September 1939 wurde sie von polnischen Pionieren gesprengt, um die deutschen Invasoren aufzuhalten. Im Herbst 1941 wurde sie von den Deutschen wieder aufgebaut. Am 21. Januar 1945 wurde sie von den sich vor der Roten Armee zurückziehenden deutschen Truppen gesprengt.

## Rudolf-Modrzejewski-Brücke (1956)
In den Jahren 1952 bis 1956 wurde ein Neubau der Brücke nach Plänen von Jerzy Szaniawski errichtet, wobei sich die stählerne Fachwerkkonstruktion an das Aussehen der alten Brücke anlehnt. Das Flussbett wurde von Trümmern geräumt und die alten Pfeiler bis auf die Fundamente abgetragen. Teile der alten Brücke wurden 1954 für den Aufbau der Oderbrücke bei Brieg genutzt, die alten Vorlandbrücken wurden anderswo bei kleineren Brücken wiederverwendet. Um Kosten zu sparen, wurden nur noch 8 Vorlandbrücken gebaut, an die sich nun ein aufgeschütteter Damm anschließt. Die gesamte Länge der gegenwärtigen Brücke wurde dadurch auf 1005,5 m verkürzt.
Die gegenwärtige Brücke ist wieder eine kombinierte Eisenbahn- und Straßenbrücke mit einem einspurigen Gleis und einer durch ein Gitter davon abgetrennten zweispurigen Straße. Außerhalb der Stahlträger befindet sich ein Geh- und Radweg. Von 2002 bis September 2008 wurde sie nur noch als Straßenbrücke genutzt.
Am 15. Mai 2008 wurde die Brücke nach dem polnischstämmigen Ingenieur Rudolf Modrzejewski benannt, der Anfang des zwanzigsten Jahrhunderts als Ralph Modjeski zu einem der bedeutendsten Brückenbauer in den USA und Kanada wurde.